# یواس‌اس ابوت (دی‌دی-۶۲۹)
یواس‌اس ابوت (دی‌دی-۶۲۹) (به انگلیسی: USS Abbot (DD-629)) یک کشتی بود که طول آن ۱۱۴٫۷ متر (۳۷۶ فوت) بود. این کشتی در سال ۱۹۴۳ ساخته شد.